# Институт истории, археологии и этнографии имени А. Дониша
Институт истории, археологии и этнографии (ИИАЭ) имени А. Дониша НАН Таджикистана (тадж. Институти таърих, бостоншиносӣ ва мардумшиносии ба номи А. Дониши АМИТ) — научно-исследовательский институт в Душанбе, Таджикистан, основанный в 1951 году и действующий в составе Национальной академии наук Таджикистана. Директор — А. М. Ахмадхон.

## История
Предшественниками института были Общество для изучения Таджикистана и иранских народностей за его пределами, созданное в 1925 году, и Таджикский государственный научно-исследовательский институт (ТГНИИ), созданный на его базе в 1930 году.
В 1932 году был создан Таджикский филиал Академии наук СССР, а в 1933 году в его составе был организован сектор истории и лингвистики на базе ТГНИИ. В 1941 году сектор был преобразован в Институт истории, языка и литературы (ИИЯЛ) с отделениями истории, языкознания, литературы и фольклора.
В 1951 году в ходе преобразования филиала в Академию наук Таджикской ССР ИИЯЛ был разделён на Институт истории, археологии и этнографии (ИИАЭ) и Институт языка и литературы (ИЯЛ). В ИИАЭ были организованы секторы истории советского общества, археологии и этнографии. Первым директором ИИАЭ стал А. А. Семёнов, ранее работавший в ИИЯЛ.
В 1955 году в ИИАЭ был образован отдел археологии и нумизматики, в 1958 году — сектор истории средневековья. В дальнейшем структура института неоднократно менялась. В 1986 году вместо 10 секторов в структуре института было создано 8 отделов.

## Структура
В структуру института входят шесть отделов:
- отдел древней, средневековой и новой истории;
- отдел новейшей истории,
- отдел археологии,
- отдел этнологии и антропологии,
- отдел истории искусств,
- отдел истории науки и техники,

два музея — Национальный музей древностей Таджикистана и Музей этнографии Института истории Таджикистана — и четыре археологические базы.

## Директора
- 1951—1958: А. А. Семёнов
- 1959—1962: З. Ш. Раджабов
- 1962—1988: Б. И. Искандаров
- 1988—2015: Р. М. Масов
- 2015—2019: З. И. Акрамов[тадж.]
- 2019—2024: Н. К. Убайдулло[тадж.]
- 2025—н. в.: А. М. Ахмадхон[2].